# Auflance
Auflance is een gemeente in het Franse departement Ardennes (regio Grand Est) en telt 87 inwoners (2009). De plaats maakt deel uit van het arrondissement Sedan.

## Geografie

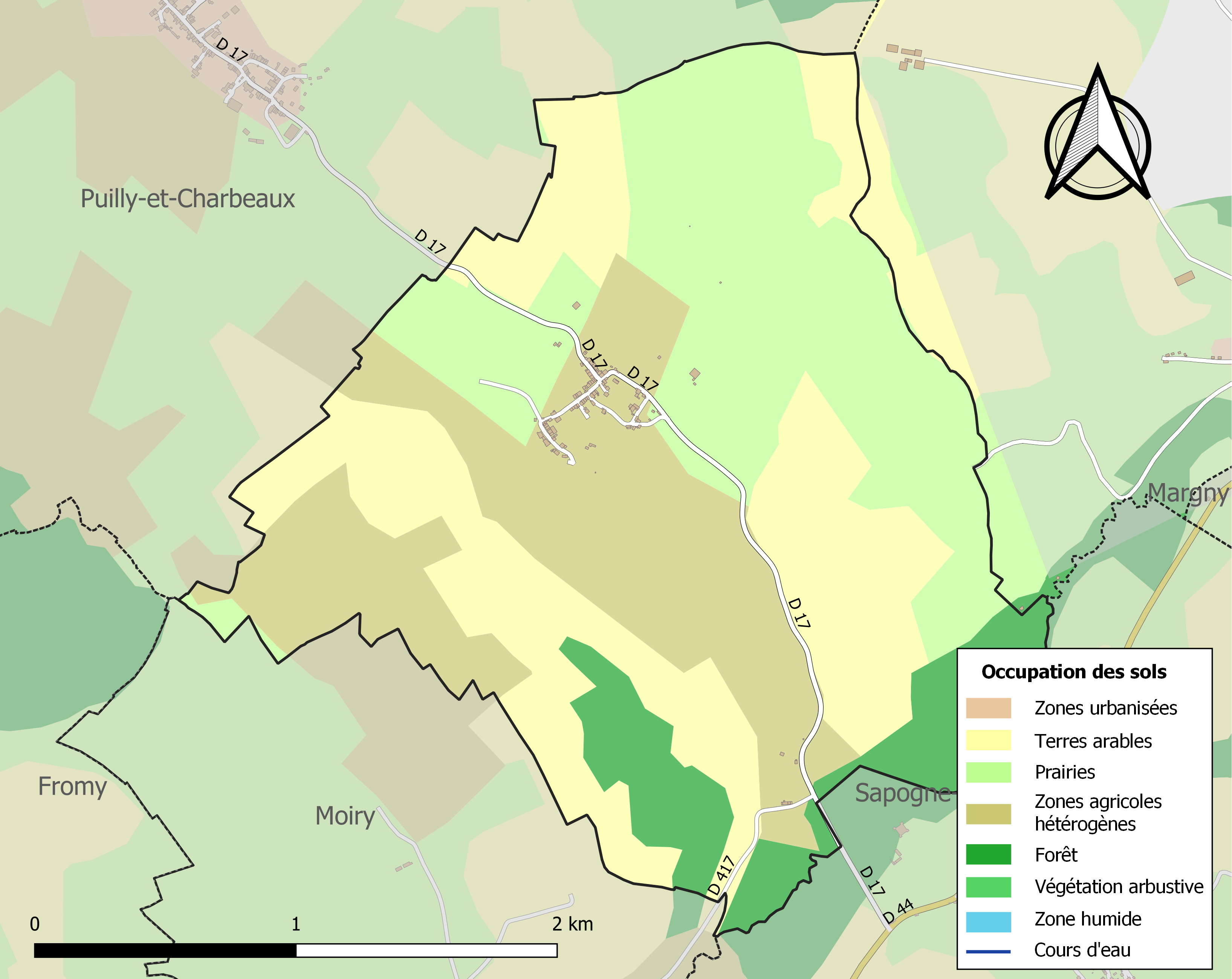
Kaart van de gemeente met de belangrijkste infrastructuur, bodemgebruik en omliggende gemeenten

De oppervlakte van Auflance bedraagt 6,1 km², de bevolkingsdichtheid is dus 14,3 inwoners per km².
Het plaatsje ligt aan de Marche.

## Demografie
Onderstaande figuur toont het verloop van het inwonertal (bron: INSEE-tellingen).

Vanwege een beveiligingsprobleem met de MediaWiki Graph-software is het momenteel niet mogelijk deze grafiek weer te geven. Zodra de software is bijgewerkt zal de grafiek vanzelf weer zichtbaar worden.